# Agrigento
Agrigento (Giurgenti en siciliano) es una ciudad y municipio italiano, capital de la provincia homónima, que se encuentra en la costa sur de la isla de Sicilia. Es conocida como el lugar donde se alzaba la antigua ciudad griega de Acragante, una de las ciudades más destacadas de la Magna Grecia durante la Edad de Oro de la Antigua Grecia. Tiene unos 60 000 habitantes. El Valle de los Templos está declarado Patrimonio de la Humanidad por la Unesco.

## Historia
La antigua Acragante (griego antiguo Ἀκράγας, Agrigentum en latín y Kerkent en árabe) se fundó sobre una meseta con vistas al mar, en la costa suroeste de Sicilia, entre Selinunte y Gela, a orillas del río Acragante; tenía cerca, además, otro río, el Hypsas y una cresta de colinas al norte que ofrecía una cierta protección natural. Fue una colonia de Gela fundada en 580 a. C. El significado de la palabra no está claro, aunque es lugar común atribuirlo a un fundador legendario epónimo, un Acragante, que aparentemente no más que una etimología retrospectiva de un nombre oscuro. Los primeros líderes fueron Aristonoo y Pistilo y recibieron instituciones dóricas derivadas de Rodas (de la que Gela fue colonia).
Acragante creció rápidamente, convirtiéndose en una de las colonias de la Magna Grecia más ricas y famosas. Hacia 570 a. C. fue sometida a la tiranía de Fálaris que la llevaría a ser la ciudad más poderosa y extendió sus dominios por las armas sobre buena parte de la isla. Una revuelta popular derrocó y mató a Fálaris.
Durante los siguientes años fue una ciudad libre, y de los siguientes sesenta años se conoce muy poco, sólo que entre sus gobernantes estuvieron Alcámenes y Acandro. Después la ciudad fue gobernada por Terón de Agrigento (hacia 488 a. C.) quien se alió con Gelón de Siracusa, y expulsó a Terilo de Hímera anexionando sus dominios. La ciudad se engrandeció después de  la invasión cartaginesa de 480 a. C. cuando se hicieron muchos prisioneros cartagineses, que se emplearon para el cultivo de los campos y construcción de obras públicas y edificios en la ciudad. Terón murió en 472 a. C. y le sucedió su hijo Trasideo, que al contrario que el padre, fue odiado por los ciudadanos y fue derrocado un año después.

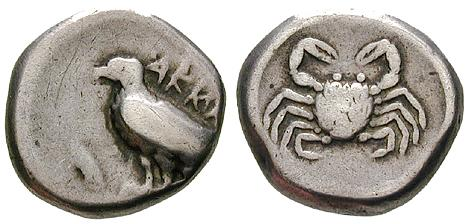
dracma griega de Acragante, 490-483 BC

Se estableció la democracia que duró hasta casi el año 406 a. C., con la invasión cartaginesa, y que fue una época muy próspera; según Diodoro Sículo llegó a los veinte mil habitantes pero dos veces más contando a los residentes y esclavos.
La expulsión de la dinastía geloniana de Siracusa fue seguida por revoluciones en muchas partes de Sicilia. Estalló la guerra entre Agrigento y Siracusa y la primera fue completamente derrotada a la orilla del río Hímera (446 a. C.). Después el moderado Empédocles (famoso filósofo originario de esta ciudad) controló las luchas de facciones.
En 415 a. C. los atenienses llevaron a cabo la gran expedición a Sicilia y Agrigento se mantuvo neutral, neutralidad que mantendría cuando Atenas ya estaba prácticamente derrotada.
Segesta solicitó por motivos internos la intervención de los cartagineses; la primera expedición cartaginesa fue rechazada (409 a. C.), pero la segunda, tres años después, triunfó con la conquista de Selinunte e Hímera. Los agrigentinos, poco predispuestos a la guerra, dispusieron de un ejército mercenario lacedemonio bajo el mando de Dexipo y tuvieron también la ayuda de un ejército siracusano bajo el mando de Dafneo, pero fueron asediados y hubieron de capitular por hambre al cabo de ocho meses. Muchos habitantes fueron masacrados y los que sobrevivieron emigraron a Gela. Los cartagineses ocuparon la ciudad y a la primavera siguiente (405 a. C.) la destruyeron y la abandonaron. Cuando Dionisio I de Siracusa firmó la paz con Cartago, Agrigento, a pesar de los habitantes que pudieron volver, ya no se recuperó. Las murallas no podían ser reconstruidas según el acuerdo de paz.
Unos años después empero, se sustrajeron a la dominación cartaginesa y se aliaron otra vez con Dionisio. La paz de 383 a. C. fijó la frontera de los dominios cartagineses en el Halico.
La victoria de Timoleón en Crimisos en 340 a. C. permitió una reorganización general. Agrigento, que estaba medio destruida, sería colonizada por ciudadanos de Velia. Así la ciudad revivió hasta cierto punto, aunque nunca recuperó plenamente su situación previa a la destrucción cartaginesa.
Agatocles desde el comienzo de su gobierno en Siracusa aspiraba a dominar la isla. Agrigento se alió con Gela y Mesenia y recibió ayuda de Esparta que envió a Acrobato, hijo de Cleómenes II. Acrobato fue derrotado y Agrigento tuvo que comprar la paz y hubo de reconocer la hegemonía de Siracusa (314 a. C.).
Ausente Agatocles (que estaba África) en 309 a. C., sus partidarios sufrieron algunas derrotas en Sicilia, Agrigento pensó en lograr la hegemonía insular y eligió como jefe al general Jenódoco; muchas ciudades se hicieron independientes. Enna y Gela se unieron a Agrigento y Herbeso y Echetla fueron conquistadas. Pero Jenódoco fue derrotado por los generales de Agatocles, Leptines y Demófilo, y la ciudad fue asediada. Al regresar Agatocles poco después recuperó todo el terreno perdido. Leptines invadió el territorio agrigentino, derrotó a su vez a Jenódoco y obligó a la ciudad a pedir la paz.
Al morir Agatocles, Agrigento pasó a Fintias, que fue déspota de la ciudad y después asumió el título de rey. En esta época Agirio y otras ciudades del interior fueron sometidas, así como Gela (que fue destruida y reconstruida con el nombre de Fintias). No se sabe cómo acabó porque la siguiente noticia es la llegada de Pirro rey de los molosos (Epiro) a Agrigento, que estaba dominada por Sosístrates, con una fuerza de mercenarios, que se sometió al epirota.
La ciudad fue saqueada tanto por los romanos como por los cartagineses en el siglo III a. C.: por los romanos en 262 a. C. y por los cartagineses en 255 a. C. En efecto, en la primera guerra púnica, Agrigento, se alió con los cartagineses y el general Aníbal Giscón fortificó la ciudadela y estableció una guarnición en la ciudad. Los romanos atacaron la ciudad en 262 a. C. bajo la dirección de los cónsules L. Postumius y Q. Mamilius y la asediaron, pero las epidemias hicieron sufrir mucho a asediadores y asediados durante siete meses. El general cartaginés Hannón auxilió a la ciudad con un ejército pero fue derrotado por los cónsules romanos y el general Aníbal Giscón, comandante en el interior, viendo imposible resistir, se escapó de noche con los mercenarios y los soldados cartagineses. Los romanos la ocuparon y 25 000 ciudadanos se convirtieron en esclavos. En 255 a. C., después de algunas derrotas romanas en el mar, el general cartaginés Cartal recuperó Agrigento, y destruyó las fortificaciones. Ya no se sabe nada más hasta el final de la guerra cuando quedó bajo el dominio de Roma.
Padeció profundamente durante la segunda guerra púnica (218-201 a. C.) cuando tanto Roma como Cartago lucharon por controlarla. Fue inicialmente fiel a los romanos, pero fue sorprendida por el general cartaginés Himilcón, y Marcelo no la pudo socorrer a tiempo. Fue la última ciudad que el cónsul Lavinius ocupó cuando ya toda la isla había estado reocupada por los romanos, aunque finalmente fue sencillo porque los mercenarios númidas, ofendidos por Hannón, la entregaron al romano sin lucha en el (210 a. C.). Los jefes locales fueron condenados a muerte y el resto esclavizados. Los romanos renombraron Acragante como Agrigentum, aunque durante los siglos posteriores siguió siendo en gran medida una comunidad de habla griega. 
Tres años después fueron establecidos colonos de otras partes de la isla por orden del pretor Mamilius. Dos años después obtendrá privilegios municipales y de ciudadanía gracias a Escipión el Africano. Se volvió próspera de nuevo bajo el gobierno de Roma y sus habitantes recibieron la plena ciudadanía romana después de la muerte de Julio César en el año 44 a. C. Emitió moneda con la inscripción «Agkigentum», hasta la época de César Augusto.
Después de la caída del Imperio romano, la ciudad pasó a manos del reino ostrogodo de Italia y luego del Imperio bizantino. Durante este periodo los habitantes de Agrigento abandonaron en general las partes bajas de la ciudad y se trasladaron a la antigua acrópolis, en la parte alta de la colina. Las razones para este traslado no quedan claras, pero probablemente se relacionen con las destructivas razias de los sarracenos bereberes y otros pueblos de esta misma época. En el año 828 los sarracenos capturaron los disminuidos restos de la ciudad y le dieron el nombre de Kerkent en árabe; fue entonces sicilianizado como «Girgenti». Conservó este nombre hasta 1927, cuando el gobierno de Mussolini reintrodujo una versión italianizada del nombre en latín. Agrigento fue capturada por los normandos del conde Roger I en 1087, quien estableció un obispado latino allí.

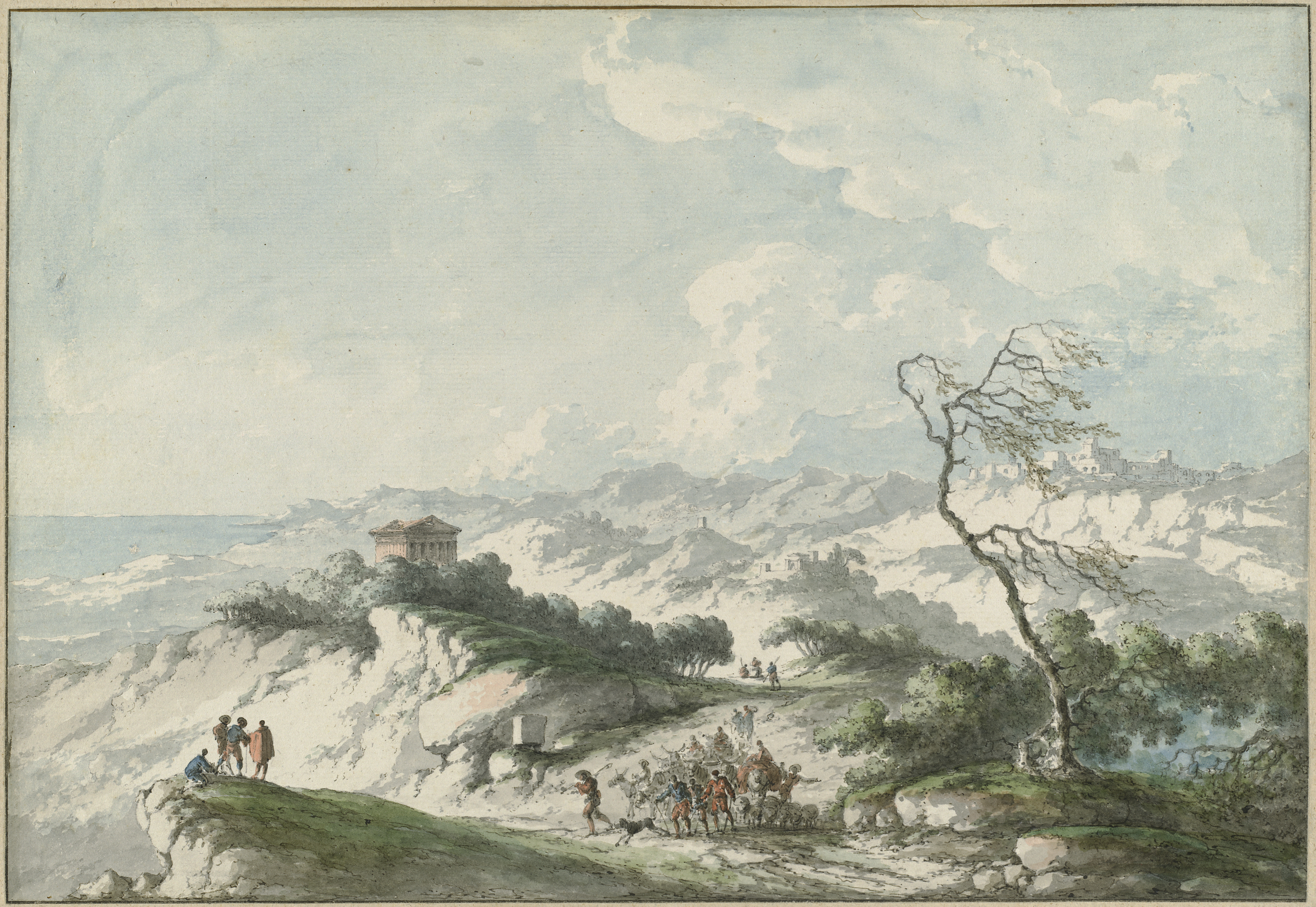
Vista de Agrigento en la segunda mitad del

La población disminuyó durante la mayor parte de la Edad Media. Revivió algo después del siglo XVIII. En 1860, los habitantes apoyaron con entusiasmo a Giuseppe Garibaldi en su campaña para unificar Italia (el Risorgimento). La ciudad sufrió varios destructivos bombardeos de los Aliados durante la Segunda Guerra Mundial .
Fue definida por Tindáreo como: 

La más bella ciudad entre los mortales.

Albergó el Campeonato Mundial de Ciclismo en Ruta de 1994 en el que se alzó como campeón el francés Luc Leblanc.

## Demografía
| Gráfica de evolución demográfica de Agrigento entre 1861 y 2001 |
|                                                                 |
| Fuente ISTAT - elaboración gráfica de Wikipedia                 |

## Economía
Agrigento es un gran centro turístico debido a su legado arqueológico extraordinariamente rico. También sirve como centro agrícola para la región que lo rodea. Se ha explotado el sulfuro y el potasio a nivel local desde los tiempos de los romanos y se exportan a través de la cercana bahía de Porto Empedocle (que recibió su nombre del filósofo Empédocles que vivió en la antigua Akragas).

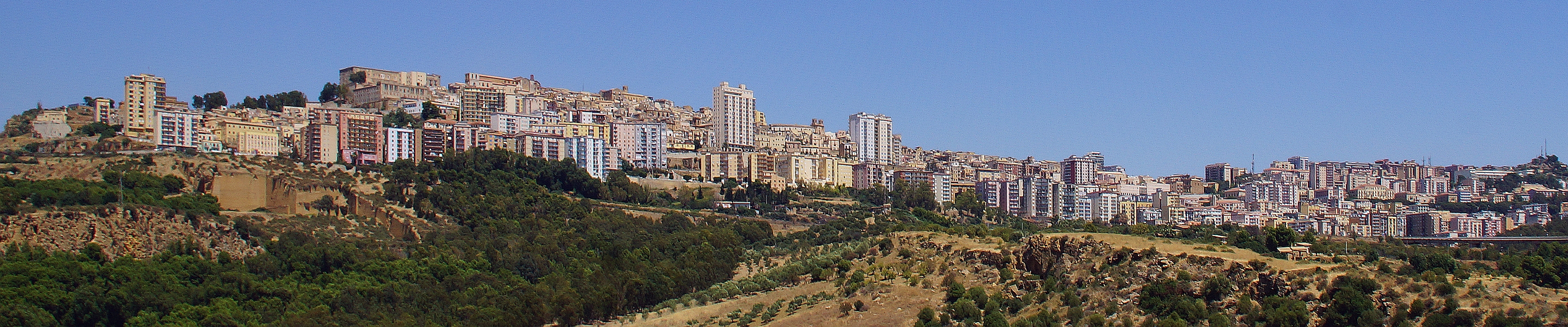
Panorama de Agrigento

## Lugares de interés
La antigua Acragente cubre una vasta zona -gran parte de la cual aún está hoy sin excavar - pero está ejemplificada por el famoso Valle dei Templi («Valle de los Templos», un término equivocado, pues está más bien en posiciones estratégicas en las montañas que rodean la ciudad, más que un valle). Comprende una amplia zona sagrada en la parte sur de la antigua ciudad donde siete templos griegos monumentales en estilo dórico se construyeron durante los siglos VI y V a. C.. Actualmente excavados y en parte restaurados, constituyen parte de los edificios griegos más antiguos y mejor conservados fuera de la propia Grecia. Están incluidos en la lista de lugares Patrimonio de la Humanidad por la Unesco desde 1997.
Los templos mejor conservados son dos edificios muy parecidos, atribuidos tradicionalmente a las diosas Juno Lacinia y Concordia (aunque los arqueólogos creen que esta atribución es incorrecta). Ambos fueron construidos según un diseño períptero hexástilo. 
El Templo de Juno Lacinia es del siglo V a. C. y conserva gran parte de las columnas originales. 

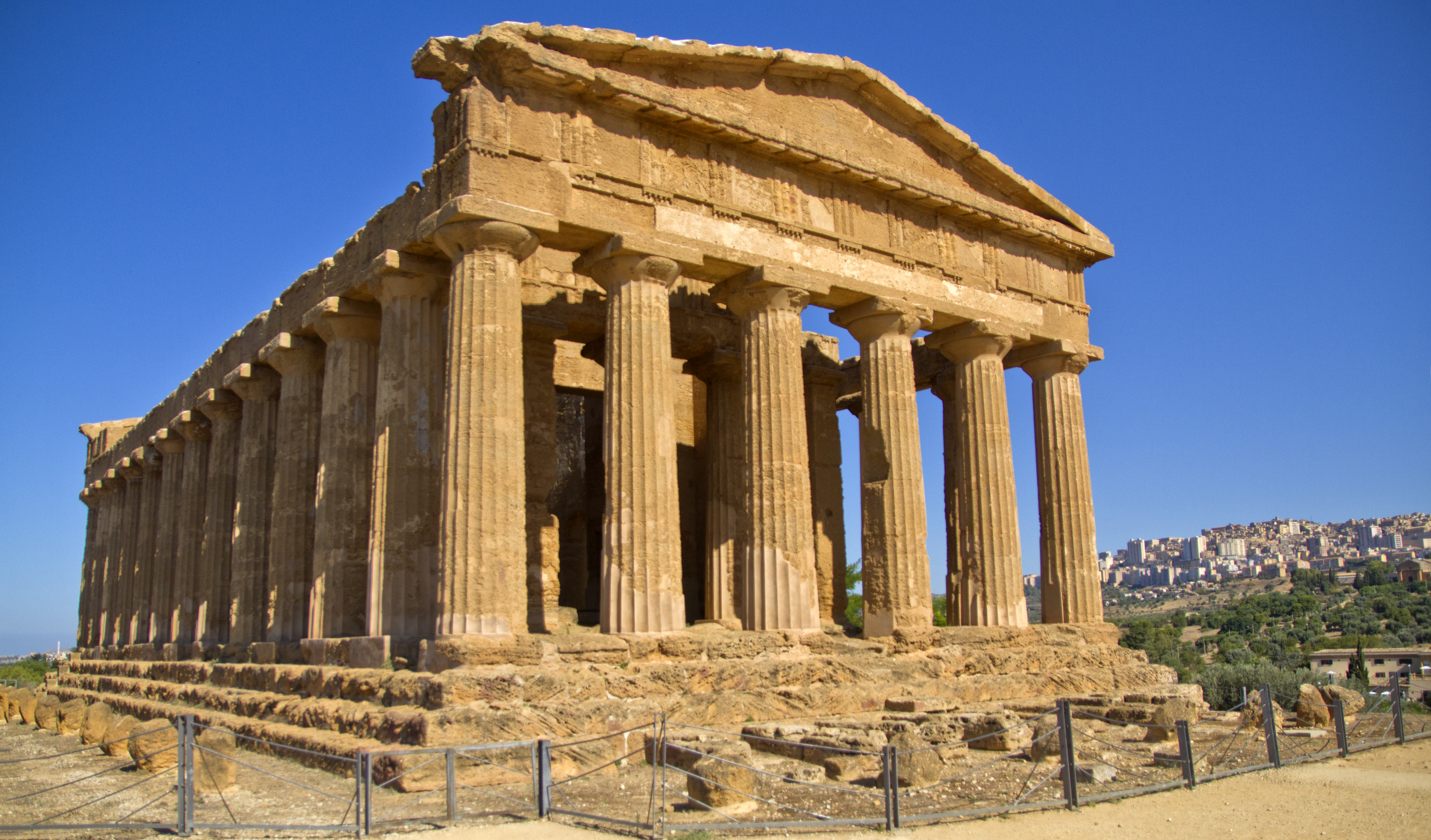
Templo de la Concordia

El Templo de la Concordia se conserva perfectamente y es una de las más perfectas realizaciones de la arquitectura dórica. Su construcción se remonta a mediados del siglo V a. C. y probablemente estuvo dedicado en realidad a los Dioscuros. En el año 597 fue transformado en iglesia cristiana por voluntad de san Gregorio. Gracias a ello, está notoriamente intacto. La zona alrededor del Templo de la Concordia fue más tarde reutilizado por los primeros cristianos como una catacumba, con tumbas extraídas de los acantilados y afloramientos rocosos.
Los otros templos son mucho más fragmentarios, habiendo sufrido terremotos hace tiempo, y habiendo sido saqueadas sus piedras. El más grande con diferencia es el Templo de Zeus Olímpico, erigido para conmemorar la batalla de Hímera en 480 a. C.: se cree que es el templo dórico más grande nunca construido. Aunque aparentemente se usó, parece que nunca se acabó; la construcción se abandonó después de la invasión cartaginesa del año 406 a. C. Los restos del templo fueron usados ampliamente como cantera de piedra en el siglo XVIII para erigir los embarcaderos de Porto Empedocle.
Los templos dedicados a Hefesto, Heracles (con una estatua del héroe) y Asclepio (con estatua del dios Apolo) también se construyeron en la zona sagrada, que incluye un santuario de Deméter y Perséfone (anteriormente conocido como el templo de Cástor y Pólux); las marcas de los incendios provocados por los cartagineses en 406 a. C. aún pueden verse en las piedras del santuario.
Una considerable zona de la ciudad greco-romana ha sido también excavada, y aún se conservan varias necrópolis clásicas. En la ciudad y sus alrededores pueden encontrarse otros restos helenísticos y romanos. Entre ellos hay un santuario en una cueva pre-helena cerca de un templo de Deméter, sobre el que se construyó la iglesia dedicada a San Blas (San Biagio). Un monumento funerario helenístico tardío, erróneamente llamado «Tumba de Terón» está situada justo afuera del área sagrada y un heroon (santuario heroico) del siglo I queda junto a la iglesia del siglo XIII dedicada a san Nicolás (San Nicola) a poca distancia al norte. Esta iglesia gótica cisterciense, yergue sus muros entre los santuarios griegos del Valle de los Templos. Santuario griego primero y después romano, fue transformado en iglesia en el siglo XIII.

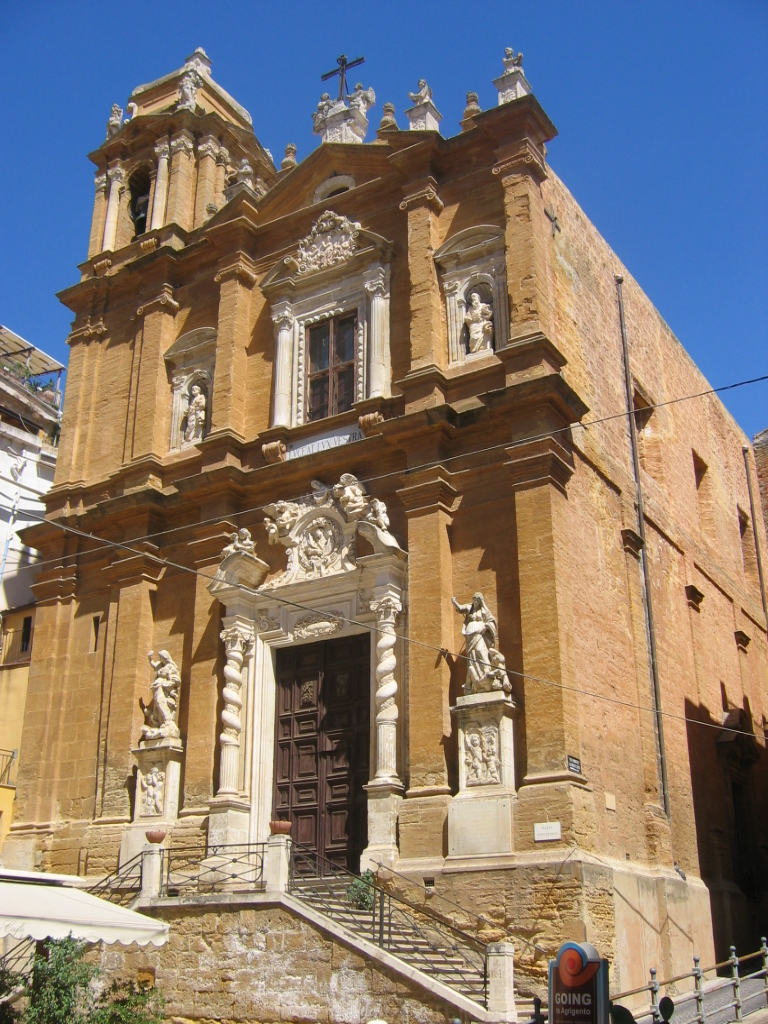
Iglesia de San Lorenzo.

Gran parte del Agrigento actual es moderno pero aún conserva una serie de edificios medievales y barrocos. Entre ellos está la catedral del siglo XIV y la iglesia de Santa Maria dei Greci («Nuestra Señora de los Griegos», del siglo XIII), que nuevamente se alzó en el lugar de un antiguo templo griego y de ahí el nombre. La ciudad tiene también un notable Museo Arqueológico Nacional; construido recientemente, es uno de los más ricos de Sicilia y muestra los hallazgos de la ciudad antigua.

## Ciudades hermanadas
- Tampa (Estados Unidos)
- Valenciennes (Francia)
- Rosario (Argentina)
- Perm (Rusia)